# Kamila Skolimowska
Kamila Skolimowska, född 4 november 1982 i Warszawa, död 18 februari 2009 i Vila Real de Santo António, Portugal, var en polsk friidrottare som tävlade i släggkastning.
I 1996 blev Skolimowska den yngsta polska mästaren och polska rekordhållerskan i friidrott någonsin då hon i en ålder av bara 13 år och 229 dagar vann släggtävlingen vid de polska mästerskapen. Genombrottet kom vid EM för juniorer 1997 där hon som 15-åring vann guld. 1998 deltog hon vid EM i Budapest där hon slutade på sjunde plats. Året efter vann hon VM-guld för ungdomar. Det blev till fem junior världsrekord i slägger i perioden 1999-2001
2000 blev hon den första olympiska guldmedaljören i släggkastning när hon som rekordung, 17 år och 331 dagar gammal, vann finalen vid Olympiska sommarspelen 2000 i Sydney. I finalen slog hon också personligt rekord med 71,16. Vid EM 2002 i München slutade hon på andra plats slagen av den dåvarande världsrekordhållaren Olga Kuzenkova. 
Skolimowska deltog även vid Olympiska sommarspelen 2004 i Aten men kunde inte försvara sitt guld utan slutade först på femte plats. Vid EM 2006 i Göteborg blev hon trea efter ryskorna Tatjana Lysenko och Gulfija Chanafejeva. 
Skolimowska hade trots framgången vid Olympiska spelen inte haft någon större lycka vid världsmästerskapen. I Sevilla 1999 slutade hon på 21:a plats, I Paris 2003 blev hon åtta och i Helsingfors 2005 sjua. Två gånger har hon slutat på fjärde plats, dels 2001 i Edmonton och dels 2007 i Osaka. Det blev till 12 polska mästerskap. Det sista vann hon 2008. Hon satte under karriären 17 polska rekord. Hennes sista polska rekord på 76,83 är från en tävling i Doha, Qatar 11 maj 2007.
Skolimowska tränades från början av Zbigniew Pałyszko, som också tränade sin egen son Maciej Pałyszko, men bytte sedan tränare till  Czesław Cybulski som också tränade den manliga olympiasegraren 2000; Szymon Ziółkowski. 2004 övertog den vitryska släggtränaren Pyotr Zaytsau Skolimowskas träning.
Skolimowska tog en magisterexamen i ekonomi vid universitetet i Warszawa 2005, men var från 2004 och fram till sin död polis och jobbade på polisstation i Piaseczno vid Warszawa.
Skolimowska drabbades av ett par hjärtinfarkter när hon var på polska landslagets träningsläger i Faro i Portugal. Intensiva insatser av träningskamrater och sjukvårdare kunde inte rädda hennes liv. Hon fick en första infarkt i en tyngdlyftningslokal och ytterligare en i ambulansen på väg till sjukhuset. Skolimowska blev bara 26 år gammal.
Kamila Skolimowskas far tyndlyftaren Robert Skolimowski var 7:a i supertyngviktsklassen vid OS i Moskva 1980, hennes mor Teresa Wenta spelade handboll i Polens högsta liga.

## Resultatutveckling

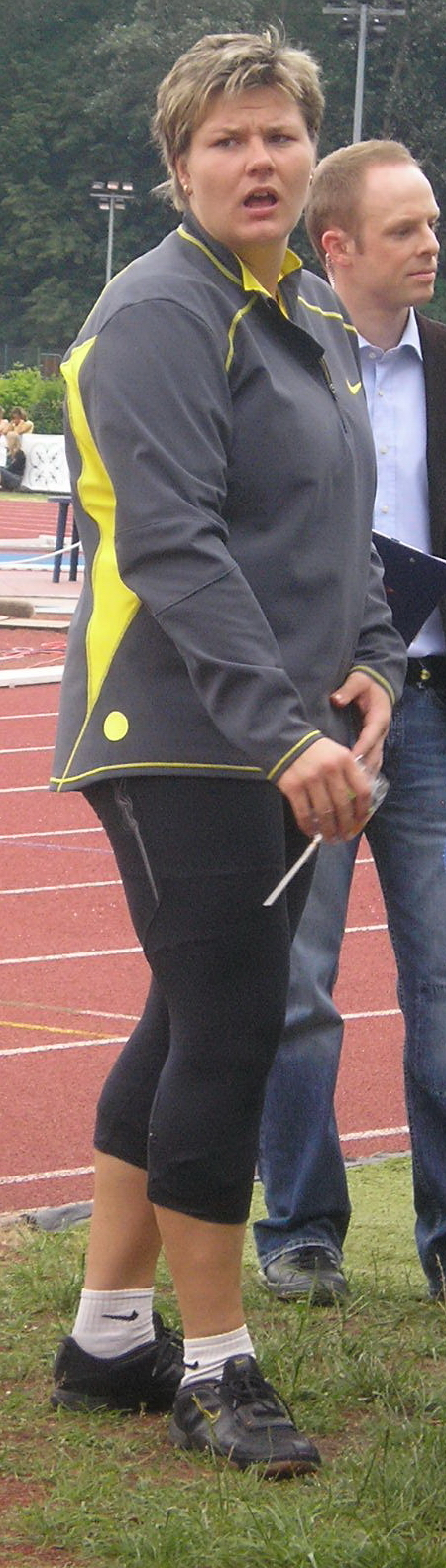
Kamila Skolimowska

- 1996: 47.66 (14)
- 1997: 63.48 (15)
- 1998: 67.72 (16)
- 1999: 66.62 (17)
- 2000: 71.16 (18)
- 2001: 71.71 (19)
- 2002: 72.60 (20)
- 2003: 71.38 (21)
- 2004: 72.57 (22)
- 2005: 74.27 (23)
- 2006: 75.29 (24)
- 2007: 76.83 (25)
- 2008: 73.50 (26)